# DDP (Incoterm)

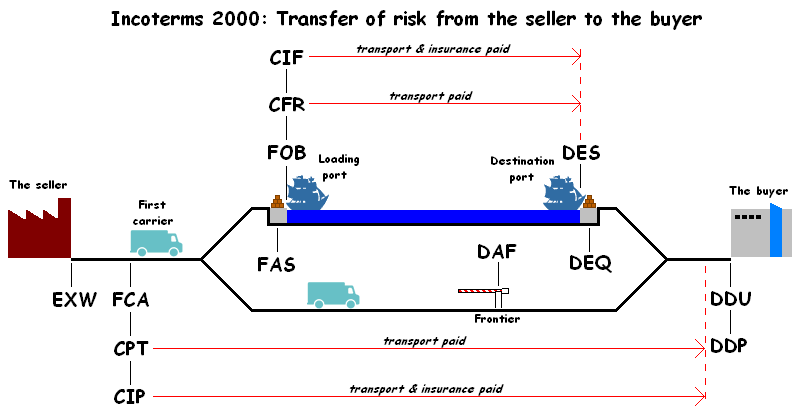
Các nhóm chính trong Incoterm 2000

Giao Đã nộp Thuế (tiếng Anh: Delivered Duty Paid, viết tắt: DDP) là một thuật ngữ của Incoterm. Nó có nghĩa là bên bán hàng phải thanh toán mọi cước phí vận chuyển và gánh chịu mọi rủi ro cho đến khi hàng hóa được giao cho bên mua hàng cũng như phải nộp mọi thứ thuế (nếu có) trước khi hàng được giao cho bên mua, chẳng hạn thuế nhập khẩu.Bên mua phải chịu chi phí bốc dỡ hàng khi hàng đã vận chuyển đến nơi nhận.